# Baimu, Hunan
Baimu (kinesiska: 百亩, 百亩乡) är en socken i Kina. Den ligger i provinsen Hunan, i den södra delen av landet, omkring 110 kilometer sydväst om provinshuvudstaden Changsha. Antalet invånare är 12970. Befolkningen består av 6 337 kvinnor och 6 633 män. Barn under 15 år utgör 17,0 %, vuxna 15-64 år 71 %, och äldre över 65 år 10,0 %.
Genomsnittlig årsnederbörd är 1 668 millimeter. Den regnigaste månaden är maj, med i genomsnitt 267 mm nederbörd, och den torraste är oktober, med 52 mm nederbörd.